# 首都圏ネットワーク
『首都圏ネットワーク』（しゅとけんネットワーク）は、NHK総合テレビジョンで1997年4月1日から放送されている祝日を除く月曜 - 金曜の夕方に放送されている関東地方のローカルニュースワイド・情報番組である。

## 概要
1988年4月4日から1997年3月31日まで9年放送された『イブニングネットワーク首都圏』にかわる1都6県のニュース番組として放送開始。放送開始当初は50分間の『地域情報アワー』という位置付けであった。
2003年からは1998年にスタートした『首都圏いきいきワイド』を枠統合して17時台に進出。その17時台は徐々に部分ネットという形でネットを広げることになったため、2006年に『ゆうどきネットワーク』へ模様替えし、再び18時台のみとなる。
現存するNHKの地域ニュース番組のタイトルでは盛岡局の『おばんですいわて』、広島局の『お好みワイドひろしま』と並んで最も長い歴史を持つ。
番組内のお天気コーナーで「しゅと犬くん」（しゅとけんくん）という犬のキャラクター、犬の手人形や指人形を登場させる。
視聴可能な地域
- 茨城県でも放送されていたが、デジタル放送県域化に伴い水戸放送局のこの時間帯はいば6に差し替えられた（2022年4月より冒頭10分間のみネット再開）。なお、アナログ放送では民放と同じ関東広域圏での放送が維持されアナログ放送終了までは県内全域で視聴可能だった。
- 2004年10月29日までは日本国外向けのNHKワールドTVでも放送されていた。
- 2011年4月4日 - 4月8日はNHKワールド・プレミアムで同時放送。ただし、スクランブル配信で、全国の気象情報終了で途中飛び降りとなった。
- 2020年度まで18時52分 - 18時54分（以下全て日本時間）の全国の気象情報は一部の地域でもネット放送されていた。
- 2020年3月2日からは前日（3月1日）から試行サービスを開始したネット常時同時配信のNHKプラスにて日本全国で視聴可能になった[注釈 1][5]。

扱う情報、番組内コーナーなど
- NHK首都圏局が管轄する関東・甲信越のニュースであれば、放送範囲に含まれていない山梨・長野・新潟各県の情報でも随時扱っている。
- 1998年度 - 2001年度は18時00分開始で18時02分 - 18時10分に「NHKニュース」を内包していた。
- 2008年まで、毎年最終日は「首都圏ハイライト（西暦）」と題して、この1年間に起きた事件や話題を振り返っていた。この場合放送時間が拡大され、ゲストにコメンテーターも登場していた。2009年からは年内最後の放送日に1コーナーとして振り返っている。
- 2012年9月18日よりリアルタイム字幕放送を実施している。NHKの地域ニュース番組におけるリアルタイム字幕放送は『首都圏ニュース845』とともに初のケースとなった[注釈 2]。
- 2020年3月30日の改編から2021年3月26日まで、18時30分以降は南関東1都3県向けに特化した「あなたと、ちかさと」と題した情報コーナーが設けられていた[6]。これに伴い、県域の地域情報番組[注釈 3]を放送する宇都宮放送局と前橋放送局の飛び降り時間が繰り上げになった。
  - このコーナーが行われる18時30分 - 18時52分の時間帯は、南関東1都3県の地形に目玉を付けた独自のキャラクター[注釈 4]が用いられ、時報の右側にこのキャラクターが表示される（ただし、後述する「STOP詐欺被害! 私はだまされない」など南関東1都3県に直接関係ない話題の場合は、一時的にこのキャラクターの表示が消える）。
  - 2021年2月1日からは、18時30分の冒頭で「ちかさと」に関する説明が行われなくなり、「ここからは、首都圏の身近な情報を中心にお伝えします」という説明に変更されている。また、南関東1都3県以外（北関東・甲信越）のローカルニュースに対しても、前述の時報右側のキャラクター表示がされるようになった。引き続き、「STOP詐欺被害! 私はだまされない」など、ローカルな話題ではない場合に限りキャラクター表示は消える。
- 2021年3月29日の改編から18時30分以降について、前述の「あなたと、ちかさと」が廃止され、「NHK首都圏ナビ」に変更された。
  - 前述の「ちかさと」キャラクターは、「ちかさとコレクション!」コーナー冒頭のみの表示となった。そのため、時報の右側にも表示されなくなり、その代わりに「NHK首都圏ナビ」ホームページのQRコードが表示されるようになった。

放送時間
- 2022年度から2023年度までは、10分拡大し18時開始となる[7]。併せて、水戸放送局でも18時10分まで本番組を放送している[8]。そのため、18時 - 18時10分の『NHKニュース』は関東地方では放送されず、関東地方以外に向けて裏送りされた。
- 2024年1月1日に発生した能登半島地震のニュースを伝えるため、2024年1月5日以降は当番組の枠を縮小し、18時 - 18時10分の『NHKニュース』を放送している（一部の日はNHKニュースの枠拡大）。この措置はほっとニュース北海道やほっと関西でも取られたが、これらの番組が2月上旬以降18時開始に戻したのに対し、当番組は2月22日まで18時10分開始を続けた。
- 2024年度からは、2021年度以前と同じく『NHKニュース』（18時 - 18時10分）を放送後、本番組の放送開始時間を18時10分に戻した。なお18時からの全国ニュースは従来通り北海道・近畿地方向けはローカルニュース枠を優先させるため、災害・重要緊急ニュースを除き、原則当該ローカルニュースワイド内でのディレー放送を継続する[9][10][11]。
- 2020年4月8日から新型コロナウイルス感染拡大防止対策として、7都府県に対して緊急事態宣言が発出されたことに伴い、宇都宮放送局と前橋放送局の飛び降り時間が一時的に18時45分に変更となり、それぞれの地域情報番組[注釈 3]の放送時間を短縮または休止になった[12][13]。また、南関東1都3県向けには天気予報開始までの間（18時49分から52分まで）、小池百合子・東京都知事のインターネット会見を挿入する。
- 2020年4月13日から6月5日まで、前述の緊急事態宣言発出に伴う特別編成のため、水戸放送局と甲府放送局でもそれぞれの地域情報番組[注釈 5]の放送時間を短縮した上で本番組を臨時ネットし、18時30分まで放送した[注釈 6][16][17][18][19]。なお、水戸放送局では2011年7月22日までアナログ放送で本番組を放送していたため、約9年ぶりの放送となった。

他
- 番組終了時に後続の『NHKニュース7』の予告テロップが画面左下に表示される演出が行われている。

## 放送時間
| 期間      | 期間      | 放送時間                               |
| --------- | --------- | -------------------------------------- |
| 1997.4.1  | 1998.3.31 | 月曜日 - 金曜日 18:10 - 18:58（48分）  |
| 1998.4.1  | 2000.3.24 | 月曜日 - 金曜日 18:00 - 18:58（58分）  |
| 2000.3.27 | 2000.9.14 | 月曜日 - 金曜日 18:00 - 18:57（57分）  |
| 2000.10.2 | 2002.3.29 | 月曜日 - 金曜日 18:00 - 18:58（58分）  |
| 2002.4.1  | 2003.3.28 | 月曜日 - 金曜日 18:10 - 18:58（48分）  |
| 2003.3.31 | 2004.3.26 | 月曜日 - 金曜日 17:05 - 18:58（113分） |
| 2004.3.29 | 2006.3.31 | 月曜日 - 金曜日 17:10 - 18:58（108分） |
| 2006.4.3  | 2018.3.30 | 月曜日 - 金曜日 18:10 - 18:58（48分）  |
| 2018.4.2  | 2020.3.27 | 月曜日 - 金曜日 18:10 - 18:59（49分）  |
| 2020.3.30 | 2022.4.1  | 月曜日 - 金曜日 18:10 - 19:00（50分）  |
| 2022.4.4  | 2024.3.29 | 月曜日 - 金曜日 18:00 - 19:00（60分）  |
| 2024.4.1  | 現在      | 月曜日 - 金曜日 18:10 - 19:00（50分）  |

- 放送開始当初から土曜・日曜は放送されないほか、祝日・年末年始（12月28日までと1月4日以降）と重なる平日、春の大型連休の谷間・お盆、特設ニュースの時間拡大、大相撲中継やサッカー、NHKがジャパンコンソーシアムからオフィシャルブロードキャスターとして放送権を有するオリンピック、FIFAワールドカップなどのスポーツイベントの中継編成により放送開始時刻の繰り下げや放送休止の場合がある。
  - 本番組の放送がない土曜・日曜および祝日は、18:45 - 18:53（年末年始は18:50 - 19:00）に土曜・日曜・祝日・お盆のみ『ニュース645（関東・山梨）』または『首都圏ニュース645』、年末年始のみ『ニュース650』として関東地方（1都6県向け）と山梨県のニュース、土曜・日曜・祝日・お盆のみ前述のニュースに続いて18:53 - 19:00に関東地方（1都6県向け）の気象情報（冒頭2分は全国の気象情報）、「NHKからのお知らせ」をそれぞれ放送したあと、1分間の番組予告を挟んで『NHKニュース7』に接続している[20]。
- 2021年度まで、ならびに2024年度以降は、18時10分 - 18時30分（1都5県向け）、18時30分 - 19時（東京都のほか、開局当初から総合テレビにおいて各局独自のローカルニュースと気象情報の編成を組まない神奈川県・千葉県・埼玉県向け）の2部構成で放送されている[9][10]。
  - 2022年度から2023年度までは18時 - 18時10分（1都6県向け）、18時10分 - 18時30分（茨城県を除く1都5県向け）、18時30分 - 19時（東京都・神奈川県・千葉県・埼玉県向け）の3パートに分かれる[注釈 7][21]。18時25分頃に全国ニュースを18時の裏送り全国送出の定時ニュースの映像を使って2項目程度伝えていた。
- 茨城県（水戸放送局）が18時10分から、栃木県（宇都宮放送局）と群馬県（前橋放送局）は18時30分から、各県域向けの地域情報番組を放送している。詳細は下記を参照。
  - 2020年度は、EPGでは18時10分 - 18時30分が『首都圏ネットワーク』、18時30分 - 18時52分が『首都圏ネットワーク（東京・神奈川・千葉・埼玉）』、18時52分 - 19時が『気象情報』と分けられていた。2021年度は全国の気象情報が廃止されたため、18時10分 - 18時30分・18時30分 - 19時と表記されていた。
  - 2024年度からは、EPGでは18時10分 - 19時と表記されている。

### 各放送局の放送状況
- いば6 - 茨城県内で2018年度開始の、18時10分以降の完全差し替え番組（2022年度と2023年度は後述）[10]
- とちぎ630 - 栃木県内で2012年度開始の後半差し替え番組
- ほっとぐんま630 - 群馬県内で2012年度開始の後半差し替え番組

水戸放送局（茨城県）では2004年10月以降デジタル放送での県域放送を開始して以降当番組をネットしていないが、2022年度・2023年度は冒頭10分間をレギュラーネット。また、一部分を臨時ネットすることがある。
宇都宮放送局（栃木県）と前橋放送局（群馬県）は2012年度 - 2019年度までは18時40分以降、2020年度からは18時30分以降、別番組を放送する。
こうしたことから、群馬・栃木両県での地元新聞である上毛新聞・下野新聞に掲載されているテレビ番組表では『ほっとぐんま630』もしくは『とちぎ630』の方を詳述し、当番組については「00[字]首都圏ネットワーク」とだけ表記している。なお、茨城県の地元新聞・茨城新聞では当番組の方が詳述されてはいるが「（茨城は6.10いば6）」と但し書きが付いている（同紙では別欄で茨城県域番組の記載もあり、『いば6』の放送内容はそちらを参照する）。

### 備考
- 2022年2月3日並びに同月7日から18日まで、北京オリンピック放送に伴い、18時45分までマルチ編成が行われた[22]。ただし、11日は祝日編成のため休止され、通常の祝日と同様18時45分 - 18時59分に代替の『ニュース645』を放送した。
- 2022年6月22日は同日に公示された第26回参議院議員通常選挙に伴う特別編成により、水戸局では『いば6』を18時から前倒しで拡大放送したため、ネット返上となった（前橋・宇都宮両局は通常通り18時30分まで部分ネット、南関東1都3県での放送時間も通常通り）[23]。

#### 東京オリンピック・パラリンピック開催に伴う変則放送
2021年は東京オリンピック・パラリンピックがそれぞれ行われるのに伴い、開催前後は関連番組や競技中継を放送するため、本番組の一時中断や放送時間の短縮・休止が生じた。なお、本来は7月26日 - 9月3日の間は放送休止とする予定だったものの、新型コロナウイルスデルタ株の感染急拡大により関東地方の各都県に緊急事態宣言が発令される状況となったことに伴い、急遽当初の計画を変更して休止返上となった。
- 2021年7月12日 - 7月21日は、18時10分 - 18時45分[注釈 8]に東京オリンピック開幕直前情報[注釈 9]を伝える特別番組「COUNTDOWN TOKYO」を本番組の高井・林田の進行で放送するため、「首都圏ネットワーク」としては休止。この番組は一部地域を除く[注釈 10]全国向け番組として放送するため、本番組をネットする地域では本来放送されている夕方のローカルワイド番組は短縮または休止となる。
  - 高井・林田の進行や、字幕や時報のフォーマットは「首都圏ネットワーク」と共通（時報スーパーは関東地方のみ東京送出のカスタムフォントだったが、その他の地域は各放送局からの送出だった）。ただし、時報の「首都圏ネットワーク」ロゴと、「NHK首都圏ナビ」QRコードは非表示。
  - 期間中、東京・神奈川・千葉・埼玉の1都3県では五輪関係以外の関東地方のニュースや気象情報を18時45分 - 19時の「NHKニュース」（番組表上の表記タイトルは「ニュース・気象情報（関東）」）で、「首都圏ネットワーク」とほぼ同様のフォーマットで放送した（ここでは、「NHK首都圏ナビ」のQRコード表示があるほか、東京・渋谷のNHK放送センター敷地内からの天気中継も通常通り行われた[注釈 11]）。ニュースは後述するニュースリーダーのうちいずれかが、気象情報は船木・片山のどちらかがそれぞれ担当した。水戸局・前橋局も『COUNTDOWN TOKYO』は18時45分までの全編ネットで放送したが、18時45分以降はそれぞれの県ごとの県内ニュース・気象情報を放送した。宇都宮局は、18時30分以降は通常通り『とちぎ630』を放送したため、18時30分以降のパートはネットされなかった。
- オリンピック開催期間中は本番組の放送時間帯に一部の競技を中継するため、日によってマルチ編成または本番組を一時中断しての放送が行われた[24]。また、この期間中高井・林田は夏期休暇を取り休演し、代役のアナウンサーで進行された。
- 2021年8月10日 - 8月23日[注釈 12]の東京パラリンピック開幕直前期間は、18時30分 - 18時45分に関東ローカルで『アニ×パラ ワールド』を、武井壮・篠田麻里子の進行で編成[注釈 13][注釈 14]。そのため、本番組は番組表上では18時10分 - 18時30分と18時45分 - 19時の二部構成となっている。当該期間は、18時10分 - 18時30分のパートは通常本番組をネットしていない水戸局にもネットされ、「いば6」は休止となった。18時45分 - 19時については、通常時の18時30分以降の部分と同様に東京・神奈川・千葉・埼玉の1都3県でのみの放送となり、水戸・宇都宮・前橋局は前述の「COUNTDOWN TOKYO」放送時と同様に県内ニュースや気象情報をそれぞれの県単独で放送した。また、この期間中も高井・林田は休演し、代役のアナウンサーで進行された[注釈 15]。
- パラリンピック開催期間中は本番組の放送時間帯に一部の競技を中継するため、日によってマルチ編成または本番組を一時中断しての放送が行われた[25]。また、この期間中も高井・林田は休演し、代役のアナウンサーで進行された[注釈 16]。
- 東京オリンピック・パラリンピックなどによる特別編成期間が明けた9月6日、約2ヶ月ぶりに通常放送に戻り、高井・林田が約1ヶ月半ぶりに番組に復帰した。

## 歴代の出演者
| 期間                       | 期間      | キャスター | キャスター | キャスター | キャスター | フィールドリポーター           | 気象情報                   | 気象情報                   |
| 期間                       | 期間      | 男性       | 男性       | 女性       | 女性       | フィールドリポーター           | 月 - 水                    | 木・金                     |
| -------------------------- | --------- | ---------- | ---------- | ---------- | ---------- | ------------------------------ | -------------------------- | -------------------------- |
| 1997.4.1                   | 1998.3.31 | 平石富男   | 平石富男   | 杉浦圭子   | 杉浦圭子   | （不在）                       | 田口晶彦                   | 田口晶彦                   |
| 1998.4.1                   | 2000.3.24 | 岡野暁     | 岡野暁     | 桜井洋子   | 桜井洋子   | （不在）                       | 田口晶彦                   | 高田斉                     |
| 2000.3.27                  | 2001.3.30 | 伊藤雄彦   | 伊藤雄彦   | 桜井洋子   | 桜井洋子   | （不在）                       | 平井信行                   | 平井信行                   |
| 2001.4.2                   | 2003.3.28 | 内多勝康   | 内多勝康   | 滝島雅子   | 滝島雅子   | （不在）                       | 平井信行                   | 平井信行                   |
| 2003.3.31                  | 2004.3.26 | 内多勝康   | 内多勝康   | 石井麻由子 | 石井麻由子 | （不在）                       | 岩田総司                   | 岩田総司                   |
| 2004.3.29                  | 2006.3.31 | 真下貴     | 真下貴     | 與芝由三栄 | 與芝由三栄 | （不在）                       | 18:30頃                    | 19時前                     |
| 2004.3.29                  | 2006.3.31 | 真下貴     | 真下貴     | 與芝由三栄 | 與芝由三栄 | （不在）                       | 関嶋梢                     | 平井信行                   |
| 2006.4.3                   | 2007.3.30 | 宮﨑浩輔   | 宮﨑浩輔   | 内藤裕子   | 内藤裕子   | （不在）                       | 関嶋梢                     | 平井信行                   |
| 2007.4.2                   | 2008.3.28 | 池田達郎   | 池田達郎   | 内藤裕子   | 内藤裕子   | （不在）                       | 関嶋梢                     | 平井信行                   |
| 2008.3.31                  | 2010.3.26 | 池田達郎   | 池田達郎   | 鈴木奈穂子 | 鈴木奈穂子 | （不在）                       | 関嶋梢                     | 平井信行                   |
| 2010.3.29                  | 2011.3.11 | 池田達郎   | 池田達郎   | 上條倫子   | 上條倫子   | （不在）                       | 関嶋梢                     | 平井信行                   |
| 2011.4.4                   | 2012.3.30 | 池田達郎   | 池田達郎   | 上條倫子   | 上條倫子   | （不在）                       | 加藤祐子                   | 平井信行                   |
| 2012.4.2                   | 2013.3.29 | 村竹勝司   | 村竹勝司   | 片山千恵子 | 片山千恵子 | （不在）                       | 加藤祐子                   | 平井信行                   |
| 2013.4.1                   | 2014.3.28 | 村竹勝司   | 村竹勝司   | 片山千恵子 | 片山千恵子 | （不在）                       | 関口奈美                   | 平井信行                   |
| 2014.3.31                  | 2015.3.27 | 田中洋行   | 田中洋行   | 橋本奈穂子 | 橋本奈穂子 | （不在）                       | 関口奈美                   | 平井信行                   |
| 2015.3.30                  | 2016.4.1  | 山田大樹   | 山田大樹   | 橋本奈穂子 | 橋本奈穂子 | （不在）                       | 関口奈美                   | 檜山靖洋                   |
| 2016.4.4                   | 2018.3.30 | 山田大樹   | 山田大樹   | 合原明子   | 合原明子   | （不在）                       | 隔週交代制                 | 隔週交代制                 |
| 2016.4.4                   | 2018.3.30 | 山田大樹   | 山田大樹   | 合原明子   | 合原明子   | （不在）                       | 檜山靖洋 関口奈美          |                            |
| 2018.4.2                   | 2018.6.29 | 田所拓也   | 田所拓也   | 合原明子   | 合原明子   | （不在）                       | 関口奈美 平井信行          | 関口奈美 平井信行          |
| 2018.7.2                   | 2019.3.29 | 田所拓也   | 田所拓也   | 合原明子   | 合原明子   | （不在）                       | 関口奈美 平井信行 菊池真以 | 関口奈美 平井信行 菊池真以 |
| 2019.4.1                   | 2020.3.27 | 田所拓也   | 田所拓也   | 中山果奈   | 中山果奈   | （不在）                       | 関口奈美 船木正人          | 関口奈美 船木正人          |
| 2020.3.30                  | 2022.4.1  | 高井正智   | 高井正智   | 林田理沙   | 林田理沙   | 原大策 浅野里香                | 船木正人 片山美紀          | 船木正人 片山美紀          |
| 2022.4.4                   | 2023.3.31 | 井上裕貴   | 井上裕貴   | 上原光紀   | 上原光紀   | 原大策 浅野里香                | 船木正人 片山美紀          | 船木正人 片山美紀          |
| 2023.4.3                   | 2023.9.29 | 井上裕貴   | 井上裕貴   | 上原光紀   | 上原光紀   | 安藤佳祐 押尾駿吾 荒木さくら   | 船木正人 片山美紀          | 船木正人 片山美紀          |
| 2023.10.2                  | 2024.3.29 | 井上裕貴   | 井上裕貴   | 牛田茉友   | 牛田茉友   | 安藤佳祐 押尾駿吾 荒木さくら   | 船木正人 片山美紀          | 船木正人 片山美紀          |
| 2024.4.1                   | 2025.3.29 | 月 - 木    | 金         | 月 - 木    | 金         | 安藤佳祐 芳賀健太郎 宮﨑あずさ | 船木正人 片山美紀          | 船木正人 片山美紀          |
| 2024.4.1                   | 2025.3.29 | 江原啓一郎 | 押尾駿吾   | 寺門亜衣子 | 宮﨑あずさ | 安藤佳祐 芳賀健太郎 宮﨑あずさ | 船木正人 片山美紀          | 船木正人 片山美紀          |
| 2025.3.31                  | 現在      | 男性       | 男性       | 女性       | 女性       | 芳賀健太郎 北野剛寛 後藤佑太郎 | 船木正人 片山美紀          | 船木正人 片山美紀          |
| 2025.3.31                  | 現在      | 一橋忠之   | 一橋忠之   | 安藤結衣   | 安藤結衣   | 芳賀健太郎 北野剛寛 後藤佑太郎 | 船木正人 片山美紀          | 船木正人 片山美紀          |
| 1. 2. 3. 4. 5. 6. 7. 8. 9. |           |            |            |            |            |                                |                            |                            |

- 平石のみ記者。それ以外は全員NHKアナウンサー（担当当時）もしくは気象予報士。
- 女性キャスターのうち、桜井・橋本・寺門はメイン格での出演。

## 現在の出演者

### キャスター
- 安藤結衣（2025年3月31日 - )
- 一橋忠之（2025年3月31日 - ）

### フィールドリポーター
- 北野剛寛（2025年4月 - ）
- 後藤佑太郎（2025年3月31日 - ）
- 芳賀健太郎（2024年4月 - ）[11]

### ニュースリーダー
2015年3月30日放送分から設定。日替わりローテーションで、一部のニュースと18時50分頃のフラッシュニュースのリーダーを担当。特集コーナーなどのリポーター業務を担う場合もある。2016年4月4日からは「東京BOX」も担当している。また、その日一日の関東並びに関東・甲信越ローカル定時ニュース（12時15分 - 12時20分、15時7分 - 15時10分）も担当する。日によっては、フィールドリポーターが担当することもある。
- 保里小百合（2024年4月4日 - ）[注釈 18]
- 増田卓（2024年8月 - ）
- 三平泰丈（2024年9月 - ）
- 田所拓也（2025年1月 - ）[注釈 19]
- 佐々木芳史（2025年4月 - ）
- 千葉美乃梨（2025年4月 - ）

### 気象情報
隔週交代で担当する。土日祝の11時54分、18時53分の気象情報もいずれかが担当する。
- 船木正人（2019年4月8日 - ）
- 片山美紀（2020年3月30日 - ）

### お天気体感!中継→おかえり天気→おでかけしゅと犬くん
2020年3月27日までは「お天気体感!」と題して、日替わりで首都圏センターリポーターが担当。表参道・原宿駅竹下通り口（この2ヶ所は50メートルしか離れていない）・新宿駅新南口のいずれかから中継。
- 勝田真季
- 坂本沙織
- 清水明花
- 島紗理
- 竹澤知位子
- 松尾衣里子

2020年3月30日からは「おかえり天気」と題して、5人交代制から1人での担当に変更。中継場所は当初は代々木公園のA地区とB地区の境界通路だったが、2022年度以降は月曜は埼玉県、水曜は千葉県、木曜は神奈川県からの中継を行っている（それ以外は、NHK放送センター前または東京都内から中継）。2022年4月4日より、担当者は当番組キャラクターの「しゅと犬くん」のパペットをつけて中継を行っている。また、月曜の埼玉県からの中継には「サイちゃん・タマちゃん」（さいたま局キャラクター）、水曜の千葉県からの中継には「ラッカ星人」（千葉局キャラクター）が、いずれも中継映像中に紛れ込むように出演している。2024年4月1日放送からは「おでかけしゅと犬くん」に改題している。
- 市村紗弥香（2020年3月30日 - 2023年3月31日）[注釈 24]
- 黒田菜月（2023年4月3日 - ）

## 過去の放送時間（17時台、2006年まで）
2003年4月から『首都圏いきいきワイド』をリニューアル、17時台も『首都圏ネットワーク』として放送していた。
初年度はニュースセンターからのニュースに時間を大きく割き、17時25分頃にNHKスタジオパークからの公開放送に接続する構成だったが、翌年度からは「首都圏いきいきワイド」同様にスタジオパークからの放送が主になった。2006年4月から『ゆうどきネットワーク』を放送するため、2006年3月10日をもって終了となった。

### 放送時間
平日 17時10分 - 18時
- 大相撲中継放送時は休止。
- 選挙期間中は政見放送を行うため短縮された。
- 現在同様祝日は放送がなかった。

### 主なコーナー
「首都圏いきいきワイド」時代から内容に変化はあまり見られなかった。
- ゆうどきLIVE
- 日替わり企画
- 首都圏まるごと一週間（2003年10月 - ）

単独番組として16時台に放送していた『週刊首都圏ニュース』を、当番組に内包したうえで改題。
- いいとこみつけた
- 気象情報 など

### 出演者
| 年度      | 年度      | キャスター         | 気象予報士 |
| --------- | --------- | ------------------ | ---------- |
| 2003.3.31 | 2004.3.26 | 真下貴、與芝由三栄 | 中村次郎   |
| 2004.3.29 | 2006.3.10 | 山本志保、宮崎浩輔 | 関嶋梢     |

- 山本は12時15分 - 12時20分の首都圏ローカルニュースを兼務。
- 関嶋は『お元気ですか日本列島』の気象情報を兼務。

## キャッチコピー
2011年度より設定された。
- 2011年度「フレッシュ!首都圏 安心届けます」
- 2012年度 - 2013年度「伝わる、つながる。首都圏の1日が、すべてわかる。」
- 2014年度「こころ発信 東京の粋 首都圏のいまを 伝えます」
- 2015年度「変わる東京 首都圏の未来 知りたいことはココにある!」
- 2016年度 - 2017年度 不明
- 2018年度「あなたの街の今日の表情をわかりやすくお伝えします」
- 2019年度「2020へ」
- 2022年度 - 2023年度「明日につながる、あなたとつながる」
- 2024年度「リアルがみえる」

## テーマ曲
- 初代：1997年4月1日 - 1999年3月26日 / 作曲：斉藤恒芳
  - NHK甲府放送局の「まるまる山梨610」・NHK高松放送局の「630かがわ」・NHK宮崎放送局の「ニュースまるごと宮崎」でも使われた。
- 2代目：1999年3月29日 - 2001年3月30日 / 作曲：斉藤恒芳
- 3代目：2001年4月2日 - 2003年3月28日 / 作曲：斉藤恒芳
- 4代目：2003年3月31日 - 2007年3月30日 / 作曲：斉藤恒芳
- 5代目：2007年4月2日 - 2008年3月28日
- 6代目：2008年3月31日 - 2011年6月10日 / 作曲：高田耕至（作曲家・音楽プロデューサー）
  - NHK宮崎放送局の「ニュースWave宮崎」でも使われた。
- 7代目：2011年6月13日 - 2014年3月28日
- 8代目：2014年3月31日 - 2016年4月1日 / 作曲：関美奈子
- 9代目：2016年4月4日 - 2019年3月29日
- 10代目：2019年4月1日 - 2020年3月27日
- 11代目：2020年3月30日 - 2022年4月1日 / 作曲：鈴木ヤスヨシ[34]
- 12代目：2022年4月4日 - 2024年3月29日
- 13代目：2024年4月1日 -

## 不祥事
2023年、本番組で放送予定だったインタビュー取材の企画書や取材メモなどを派遣スタッフがX（旧・Twitter）に流出させていたことが同年11月に判明したとして、NHKは同年12月1日に謝罪した。